# Blue Whale (schip, 1955)
De Blue Whale was een kraanschip en pijpenlegger dat in 1955 bij Furness Shipbuilding Company als ertstanker Sept Iles werd gebouwd voor Iron Ore Transport Company.
In 1960 kwam het in het nieuws nadat er sabotage was gepleegd. Geplaagd door heimwee had een bemanningslid zand in de machines gegooid in de hoop dat het schip naar Engeland terug zou keren. In plaats daarvan dokte het schip bij de Rotterdamsche Droogdok Maatschappij waar Scotland Yard de dader wist te achterhalen.
In 1971 werd het schip verkocht aan Cosmopolitan Tankers en het jaar daarop aan Øivind Lorentzen. Deze had plannen om het om te bouwen tot boorschip, maar dit werd afgeblazen. Daarop werd het in 1973 verkocht aan de Nederlandse Maatschappij voor Werken Buitengaats (Netherlands Offshore Company, NOC) die het liet ombouwen tot kraanschip en pijpenlegger bij Boele in Bolnes, dat eerder al de Challenger, Orca en Thor had omgebouwd tot kraanschip. Het schip werd verbreed om zo de stabiliteit te verbeteren en uitgerust met acht ankerlieren. Bij RDM werd een kraan geplaatst van 2000 shortton van American Hoist. Het schip werd in 1976 opgeleverd en omgedoopt naar Blue Whale.
De eerste opdracht was het leggen van pijpleiding bij het Brentveld. De positie van de kraan op het achterschip met daarachter de accommodatie maakte het onmogelijk om een zware hijs uit te voeren over het achterschip, wat de toepassingen beperkte, aangezien dwarsscheepse stabiliteit bij schepen kleiner is dan langsscheepse stabiliteit.
In september 1979 werd overeengekomen dat McDermott via Oceanic Contractors het materiaal van NOC overnam. McDermott bracht de Blue Whale in bij de joint-venture Construcciones Maritimas Mexicanas met Protexa dat het schip overnam en omdoopte naar Tolteca.
In 1993 werd het schip overgenomen door Constructora y Arrendadora de México (CAMSA), onderdeel van Grupo R.